# Thyra von Beetzen-Östman
Thyra von Beetzen-Östman, född 1872, död 1954, var en finländsk kvinnorättsaktivist. Hon var grundare och ordförande för Kvinnosaksförbundet Unionen från 1928 till 1938.